# A. Jeff McLemore

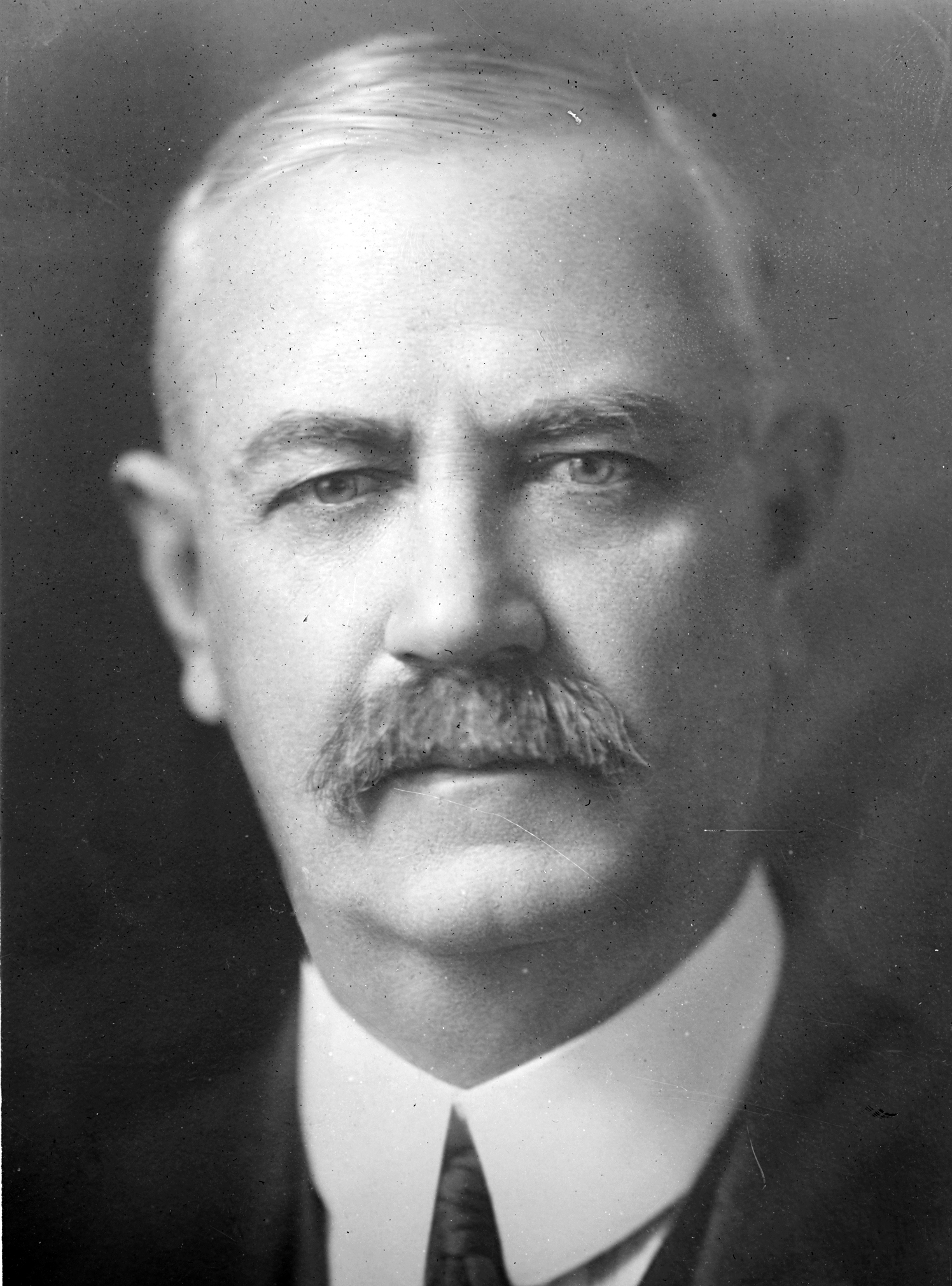
A. Jeff McLemore

Atkins Jefferson „Jeff“ McLemore (* 13. März 1857 bei Spring Hill, Tennessee; † 4. März 1929 in Laredo, Texas) war ein US-amerikanischer Politiker. Zwischen 1915 und 1919 vertrat er den Bundesstaat Texas im US-Repräsentantenhaus.

## Werdegang
Jeff McLemore besuchte sowohl öffentliche als auch private Schulen. Im Jahr 1878 zog er nach Texas, wo er als Cowboy und Zeitungsreporter arbeitete. Später war er in Colorado und in Mexiko im Bergbau tätig. Danach arbeitete er in San Antonio in der Zeitungsbranche. In den folgenden Jahren war er in den Städten Corpus Christi, Austin und Houston Zeitungsverleger. Gleichzeitig begann er als Mitglied der Demokratischen Partei eine politische Laufbahn. Zwischen 1892 und 1896 war er Abgeordneter im Repräsentantenhaus von Texas; von 1896 bis 1898 saß er im Stadtrat von Austin.
In den Jahren 1900 bis 1904 fungierte McLemore als Sekretär der Demokratischen Partei von Texas. Bei den Kongresswahlen des Jahres 1914 wurde er im 18. Wahlbezirk von Texas in das US-Repräsentantenhaus in Washington, D.C. gewählt, wo er am 4. März 1915 die Nachfolge von Hatton W. Sumners antrat. Nach einer Wiederwahl konnte er bis zum 3. März 1919 zwei Legislaturperioden im Kongress absolvieren. Diese waren von den Ereignissen des Ersten Weltkrieges geprägt. Im Jahr 1918 wurde er von seiner Partei nicht mehr zur Wiederwahl nominiert.
Nach dem Ende seiner Zeit im US-Repräsentantenhaus arbeitete McLemore wieder in der Zeitungsbranche. Im Jahr 1928 kandidierte er erfolglos für den US-Senat. Er starb am 4. März 1929 in Laredo und wurde in Austin beigesetzt.